# Frederik Vilhelm 3. af Preussen
Frederik Vilhelm 3. (født 3. august 1770 i Potsdam, død 7. juni 1840 i Berlin) regerede som konge af Preussen fra 1797 til 1840. Han var søn af Frederik Vilhelm 2. og gift med Louise af Mecklenburg-Strelitz (1777-1810), der blev en populær moderskikkelse for preusserne og senere hyldedes som en tysk idealkvinde.
Hans regeringstid faldt sammen med Napoleonskrigene, der førte til et alvorligt tilbageslag for landet. Efter flere års neutralitet og relativt velvillig holdning til Napoleon sluttede han sig 1806 til England og Rusland mod Napoleon. Efter Preussens nederlag til Frankrig samme år flygtede kongefamilien til Königsberg i Østpreussen. Ved freden i Tilsit 1807 måtte Preussen afstå store landområder, men undgik med russisk hjælp at blive opløst. Preussen fungerede de følgende år reelt som fransk vasalstat.
Ved napoleonsstyrets sammenbrud 1812-14 sluttede Frederik Vilhelm sig efter stærkt nationalt pres til Frankrigs fjender, og 1813 lovede han en fri forfatning. Men efter sejren i 1814 fastholdt han en reaktionær politik og nøjedes med i 1823 at indføre provinsialstænder uden reel indflydelse. Han fulgte i øvrigt fyrst Metternichs kurs i inden- og udenrigspolitik og prøvede ikke at hævde Preussen som Østrigs ligemand. Alligevel betød hans senere regering en genrejsning af Preussen, og navnlig landets militær gennemgik den fornyelse, der senere gjorde det til Tysklands overherre. Under ham skabtes fx den preussiske generalstab.